# Pueblo tama
Los tamas son un pueblo indígena de Colombia, originario del territorio bañado por el río Caguán y sus afluentes en el Caquetá y de El Caguán en el Huila. 
Durante la conquista española y durante la época colonial, muchos fueron esclavizados para trabajar en las encomiendas del Alto Magdalena y de lo que hoy es el departamento del Huila.  
Historia del tama
El tama es uno de los pueblos nombrados en los textos de la época colonial por los españoles que resistieron la invasión española en el Alto Magdalena y en El Caguán. En 1721 tuvo lugar una sublevación general de las tribus del Putumayo y Caquetá que contó con la participación de los pueblos andaquí, tama y "mocoa". 
La zona del Caguán fue habitada por las naciones indígenas tama, guasinga y andaquí, entre otras. Esas comunidades se habían extendido allí siguiendo patrones como el de roza y quema, mediante el cual cultivaban maíz, chontaduro, caña dulce, ñame, yuca amarga y otras raíces. También el ejercicio de las actividades complementarias de caza, pesca y recolección les permitió el acceso a bienes como osos, venados, cafuches, conejos, caimanes, tortugas, miel de abejas, etc.
La composición étnica y demográfica de algunas de las encomiendas de Timaná a principios del siglo XVII señala la significativa participación tama en la estructura laboral de la región. El gobierno virreinal autorizó a los ganaderos para esclavizar tamas, andaquíes, pinaguajes, guentas y orteguaces de las vegas del río Caguán en el Caquetá, a fin de garantizar el adelanto de las haciendas. Descendientes de los tamas poblaron casi todos los resguardos del norte y el centro del Huila en la segunda mitad de ese siglo incluyendo Otás, La Jagua y Naranjal.

## Población actual
Actualmente ocupan territorios en la cuenca del río Caguán los pueblos siona, coreguaje, tama y macaguaje, los dos últimos con una mínima representación de individuos. Los idiomas de estos pueblos pertenecen a la familia lingüística tukana occidental. Los coreguaje y los tama ocupaban inicialmente el territorio bañado por el río Caguán y sus afluentes. 
A comienzos del presente siglo migraron hacia el río Orteguaza, huyendo de los caucheros que dominaban y explotaban a las comunidades indígenas de la zona. Hoy su población, la más numerosa entre los hablantes del grupo tukano occidental (coreguaje principalmente), se encuentra repartida en 14 asentamientos a lo largo dé los ríos Orteguaza, Peneya y Caquetá, y en el curso de varias quebradas afluentes de los mismos. 
De los tamas en Caquetá se sabe que existen personas de esta etnia vinculadas a familias coreguaje. El idioma tama tiende a homogeneizarse con el coreguaje, por ser los tamas minoritarios en estas comunidades. Entre los coreguaje, el idioma indígena no ha perdido su funcionalidad, y aún hoy los niños aprenden a hablarlo antes que el castellano.
En el Huila, algunas familias nativas que se identifican como Tamas sobrevivientes lograron organizarse para recuperar parte de sus tierras en el corregimiento de El Caguán y actualmente habitan en los resguardos indígenas reconocidos de Tamas del Caguán en Rivera (Huila); Paniquitá Caguán-Dujos y La Gabriela, en Neiva, junto con familias que se identifican como Dujos y Nasas.